# Kōnstantinos Peletidīs
Kōnstantinos Peletidīs (in greco Κωνσταντίνος Πελετίδης?; Ryaki, 1953) è un medico e politico greco del Partito Comunista di Grecia.

## Biografia
È dal 2014 sindaco di Patrasso, del cui consiglio comunale ha fatto parte dal 1999 al 2006.